# Centrobasket Femenino 2017
El XX Centrobasket Femenino de 2017 se llevó a cabo en la ciudad de Santo Tomás en Islas Vírgenes del 12 al 16 de julio de 2017 en el UVI Sports & Fitness Center.

## Equipos participantes
- Bahamas
- Guatemala
- Islas Vírgenes
- Jamaica
- México
- Puerto Rico

## Resultados
El sistema de competencia fue de Todos Contra Todos y  los mejores tres equipos clasificaron al AmeriCup femenina FIBA de 2017, que se realizó en la ciudad de Buenos Aires, Argentina, del 6 al 13 de agosto.

#### Grupo A
| # | Equipo         | PJ | G | P | PE  | PP  | Dif | Pts |
| - | -------------- | -- | - | - | --- | --- | --- | --- |
| 1 | Islas Vírgenes | 5  | 4 | 1 | 326 | 269 | 57  | 9   |
| 2 | México         | 5  | 4 | 1 | 315 | 264 | 51  | 9   |
| 3 | Puerto Rico    | 5  | 4 | 1 | 364 | 262 | 101 | 9   |
| 4 | Jamaica        | 5  | 2 | 3 | 257 | 320 | -63 | 7   |
| 5 | Bahamas        | 5  | 1 | 4 | 270 | 322 | -52 | 6   |
| 6 | Guatemala      | 5  | 0 | 5 | 270 | 364 | -94 | 5   |

Los horarios corresponde al huso horario de Santo Tomás, UTC–4.
| 12 de julio, 15:00 | México                                                            | 61–56                | Bahamas                                                        | Santo Tomás                           |  |
|                    | Parciales: 23-10, 9-14, 16-17, 13-15                              |                      |                                                                |                                       |  |
|                    | Estadísticas Daniela Pardo 14 Jacqueline Luna 9 Jacqueline Luna 5 | Reporte Pts Reb Asts | Estadísticas 29 Leashja Grant 7 Leashja Grant 3 Diasti Delancy | Pabellón: UVI Sports & Fitness Center |  |

| 12 de julio, 18:00 | Puerto Rico                                                                                                  | 90–44                | Jamaica | Santo Tomás                           |  |
|                    | Parciales: 15-24, 22-21, 16-21, 26-18                                                                        |                      | |                                       |  |
|                    | Estadísticas Silvia Betancourt Flores (29) Daniela Quesada Villalobos (8) María Gabriela Alvarado Ibáñez (6) | Reporte Pts Reb Asts | Estadísticas (22) Aida Elizabeth Funes González (11) Kimberly Villalobos (5) Aida Elizabeth Funes González | Pabellón: UVI Sports & Fitness Center |  |

| 12 de julio, 21:00 | Guatemala                                                           | 58–82                | Islas Vírgenes                                                   | Santo Tomás                           |  |
|                    |                                                                     |                      |                                                                  |                                       |  |
|                    | Estadísticas Sonia Vásquez (16) Sonia Vásquez (8) Emily Rosales (7) | Reporte Pts Reb Asts | Estadísticas (21) Natalie Day (17) Natalie Day (11) Lanese Bough | Pabellón: UVI Sports & Fitness Center |  |

| 13 de julio, 15:00 | Bahamas                                                                           | 48–64                | Jamaica                                                                                                  | Santo Tomás                           |  |
|                    | Parciales: 18-20, 26-9, 14-6, 23-16                                               |                      | |                                       |  |
|                    | Estadísticas Taylor Dominique Jones (25) Anisha Briana George (12) Imani Tate (7) | Reporte Pts Reb Asts | Estadísticas (12) Natalia Gálvez Morales (6) Silvia Betancourt Flores (3) María Gabriela Alvarado Ibáñez | Pabellón: UVI Sports & Fitness Center |  |

| 13 de julio, 18:00 | Guatemala                                                              | 55–87                | Puerto Rico                                                             | Santo Tomás                           |  |
|                    |                                                                        |                      |                                                                         |                                       |  |
|                    | Estadísticas Sonia Vásquez (22) Sonia Vásquez (11) Ligia Del Valle (5) | Reporte Pts Reb Asts | Estadísticas (17) Ashley Pérez (8) Tayra Meléndez (6) Michelle González | Pabellón: UVI Sports & Fitness Center |  |

| 13 de julio, 21:00 | Islas Vírgenes                                                                           | 63–55                | México                                                                               | Santo Tomás                           |  |
|                    | Parciales: 17-25, 23-21, 24-24, 26-29                                                    |                      |                                                                                      |                                       |  |
|                    | Estadísticas Elemy Caridad Colomé (25) Sugeiry Monsac (10) Y. Morton, G. Evangelista (5) | Reporte Pts Reb Asts | Estadísticas (25) Jada Shanice Stinson (6) Sabrina Lozada-Cabbage (11) Pamela Rosado | Pabellón: UVI Sports & Fitness Center |  |

| 14 de julio, 15:00 | Jamaica                                                                        | 66–48                | Guatemala                                                                 | Santo Tomás                           |  |
|                    |                                                                                |                      |                                                                           |                                       |  |
|                    | Estadísticas Tarita Gordon (16) S. Dixon, A. Latouche (11) Shenneika Smith (5) | Reporte Pts Reb Asts | Estadísticas (20) Sonia Vásquez (7) Sonia Vásquez (3) A. López, Z. Aldana | Pabellón: UVI Sports & Fitness Center |  |

| 14 de julio, 18:00 | Puerto Rico                                                                  | 58–64                | México                                                       | Santo Tomás                           |  |
|                    | Parciales: 29-23, 17-19, 20-22, 10-17                                        |                      |                                                              |                                       |  |
|                    | Estadísticas Elemy Caridad Colomé (17) Ángela Jiménez (6) Yohanna Morton (5) | Reporte Pts Reb Asts | Estadísticas (20) Imani Tate (14) Imani Tate (12) Imani Tate | Pabellón: UVI Sports & Fitness Center |  |

| 14 de julio, 21:00 | Islas Vírgenes                                                                                            | 63–56                | Bahamas                                                                                   | Santo Tomás                           |  |
|                    | Parciales: 9-14, 10-24, 6-28, 8-9                                                                         |                      |                                                                                           |                                       |  |
|                    | Estadísticas Katherine Marielos Cubias Ramos (10) Kimberly Villalobos (8) María Eugenia Méndez Gálvez (3) | Reporte Pts Reb Asts | Estadísticas (14) Jada Shanice Stinson (10) Arielle Tiana González Varner (2) 4 jugadoras | Pabellón: UVI Sports & Fitness Center |  |

| 15 de julio, 15:00 | Guatemala                                                                                         | 44–61                | México                                                                          | Santo Tomás                           |  |
|                    | Parciales: 17-23, 9-23, 11-20, 2-13                                                               |                      |                                                                                 |                                       |  |
|                    | Estadísticas Diana Quesada Villalobos (10) S. Jiménez, A. Mora (6) S. Jiménez, M. G. Alvarado (2) | Reporte Pts Reb Asts | Estadísticas (17) Isalys Quiñones (10) Isalys Quiñones (4) Jada Shanice Stinson | Pabellón: UVI Sports & Fitness Center |  |

| 15 de julio, 18:00 | Puerto Rico                                                                   | 69–42                | Bahamas                                                                                                 | Santo Tomás                           |  |
|                    | Parciales: 19-13, 21-13, 21-14, 21-18                                         |                      | |                                       |  |
|                    | Estadísticas Yohanna Morton (15) Yamile Rodríguez (9) Génesis Evangelista (4) | Reporte Pts Reb Asts | Estadísticas (16) Aida Elizabeth Funes González (14) Kimberly Villalobos (3) A. E. Funes, K. Villalobos | Pabellón: UVI Sports & Fitness Center |  |

| 15 de julio, 21:00 | Jamaica                                                                   | 40–60                | Islas Vírgenes                                                       | Santo Tomás                           |  |
|                    |                                                                           |                      |                                                                      |                                       |  |
|                    | Estadísticas Shenneika Smith (15) Yanique Gordon (8) Angelee Latouche (3) | Reporte Pts Reb Asts | Estadísticas (21) Victoria Hamilton (9) Natalie Day (7) Lanese Bough | Pabellón: UVI Sports & Fitness Center |  |

| 16 de julio, 15:00 | Bahamas                                                                               | 68–65                | Guatemala                                                                         | Santo Tomás                           |  |
|                    | Parciales: 12-20, 15-19, 16-16, 20-13                                                 |                      |                                                                                   |                                       |  |
|                    | Estadísticas Natalia Gálvez Morales (17) Ariana Mora (8) Silvia Betancourt Flores (6) | Reporte Pts Reb Asts | Estadísticas (22) Yohanna Morton (8) Génesis Evangelista (3) Elemy Caridad Colomé | Pabellón: UVI Sports & Fitness Center |  |

| 16 de julio, 18:00 | Jamaica                                                                                               | 43–74                | México                                                                          | Santo Tomás                           |  |
|                    | Parciales: 23-23, 10-21, 22-20, 13-16                                                                 |                      |                                                                                 |                                       |  |
|                    | Estadísticas Emily Michelle Tévez Morán (25) Kimberly Villalobos (12) María Eugenia Méndez Gálvez (4) | Reporte Pts Reb Asts | Estadísticas (22) Anisha Briana George (14) Anisha Briana George (8) Imani Tate | Pabellón: UVI Sports & Fitness Center |  |

| 16 de julio, 21:00 | Islas Vírgenes                                                  | 58–60                | Puerto Rico                                                         | Santo Tomás                           |  |
|                    |                                                                 |                      |                                                                     |                                       |  |
|                    | Estadísticas Natalie Day (17) Natalie Day (12) Lanese Bough (7) | Reporte Pts Reb Asts | Estadísticas (15) Ashley Pérez (8) Tayra Meléndez (3) Pamela Rosado | Pabellón: UVI Sports & Fitness Center |  |

|                                                 |
| Bandera de Islas Vírgenes de los Estados Unidos |
| Campeón Islas Vírgenes 1.er título              |

### Premios
| Categoría                  | Ganadora                                                                                               |
| -------------------------- | --- |
| Jugadora Más Valiosa (MVP) | Natalie Nicole Kleemann-Day                                                                            |
| Cuadro Ideal               | Imani Ty Leah Tate Pamela Rosado Natalie Nicole Kleemann-Day Jacqueline Luna-Castro Leashia Lynn Grant |

## Posiciones finales
| Pos.              | Equipo         |
| ----------------- | -------------- |
| Medalla de oro    | Islas Vírgenes |
| Medalla de plata  | México         |
| Medalla de bronce | Puerto Rico    |
| 4                 | Jamaica        |
| 5                 | Bahamas        |
| 6                 | Guatemala      |

## Clasificados alAmeriCup Femenino 2017[2]
| Bandera de Islas Vírgenes de los Estados Unidos | Bandera de México | Bandera de Puerto Rico |
| Islas Vírgenes                                  | México            | Puerto Rico            |
| ----------------------------------------------- | ----------------- | ---------------------- |